# TibiaME
Tibia Micro Edition (TibiaME) — первая массовая многопользовательская ролевая онлайн-игра в реальном времени (MMORPG) для мобильных телефонов.
Игра доступна в бесплатной (демо) версии, кроме того, можно приобрести платный аккаунт (англ. Premium), который предоставляет доступ к дополнительным функциям и снимает ограничения, наложенные на бесплатные аккаунты. В настоящее время игра доступна на трех языках: английском, немецком и малайском. Все надписи, кроме тех что исходят от самих игроков, отображаются в выбранном языке.
Основной экран игры вид сверху в двух измерениях. Графика (люди, монстры, предметы, объекты и т.д.) двумерные.

## Описание
TibiaME создавалась на базе игры для ПК Tibia. Действие игры происходит в средневековом фентезийном мире. Создавая персонажа можно выбрать между двумя видами — воины и маги. Воины полагаются на свои силы и умение в ближнем бою. Они сильны в бою, и их способности значительно увеличиваются с каждым уровнем. Маги предпочитают бороться издалека магическим оружием, эффективность которого зависит от количества маны. Игрок может развивать своего персонажа, убивая монстров с последующим повышением уровня опыта. Игра также предлагает поединки PvP (игрок против игрока) на специальных аренах, торговлю накопленными вещами, участие в общих охотах и выполнение квестов.
Мир Tibia является огромным и таинственное местом, изобилующим приключениями, где всегда можно найти новые вызовы, встретить новых интересных людей. На карте есть города, в которых также ведётся торговля между игроками и NPC, подземелья с различными монстрами.
Тёмные силы угрожают мирному народу Aurea, маленького острова, расположенного в океане Tibian. Правитель острова, король Ayion, призвал всех героев Tibia, чтобы помочь ему и его народу…
В TibiaME есть один остров низкого уровня, один главный остров и десять крупных островов, доступных для «премиальных» пользователей. Это Solahmar (Season 1), Ashmor (Season 2), Vargos (Autumn Update 2007), Saint Nivalis (Season 3), Fabulara (Season 4), Banuna (Season 5), Yabutu (Season 6), Treasure island (Season 7), Starrfish (Season 8) и Erebos (Autumn Update 2012). Также существуют два острова для начинающих игроков (Saepira и Lybera) и два специальных острова (PvP-island — остров тестовых pvp-боев, Circusia — остров для тестовых боев с монстрами).

## История
Игра была запущена 30 мая 2003 года компанией Cipsoft GmbH (Регенсбург, Германия), известной другим более масштабным продуктом Tibia (для пользователей PC). Первоначально игра предназначалась только для клиентов оператора мобильной связи T-Mobile, использующих сотовые телефоны Nokia 3650 и Nokia 7650. позднее игра стала доступной для клиентов других операторов сотовой связи. В 2006 году была выпущена Java-версия. 7 октября 2010 года была выпущена версия для iPhone. 28 января 2011 года вышел первый клиент (Beta) для операционной системы Android. В августе 2011 года появился web-клиент игры, позволяющий играть в TibiaME  с персонального компьютера непосредственно из браузера, без использования различного рода эмуляторов мобильных телефонов.
По состоянию на 2013 год в TibiaME имеется 32 игровых мира, последние два были открыты в марте 2013 года. Все серверы для Tibia ME расположены в Германии. Последнее обновление состоялось весной 2014 года, в конце Октября 2014 года готовится к выходу "Autumn Update 2014".

## Требования к мобильному телефону
TibiaME предназначена для сотовых телефонов с поддержкой технологий передачи данных по каналам GPRS/EDGE/3G и подобных, поддерживающих Java MIDP 2.0 (минимум 130 килобайт свободной памяти и цветной экран размером от 128*128) либо Symbian OS 60 Series всех поколений, а также для Apple iOS и Android.

### Расход GPRS трафика
По заявлению разработчиков приложения CipSoft, во время игры расходуется 400 kB интернет-трафика в час. В зависимости от ситуации расходы трафика могут увеличиться до 600 килобайт в час.

## Игроки
На 27 августа 2009 года, по собственным данным CipSoft, имелось более 40 тысяч активных игроков, в том числе более чем 10 тысяч платных подписчиков. Наибольшей популярностью игра пользуется в странах Восточной Европы (Россия, Украина, Литва) и Восточной Азии (Индонезия, Бруней, Малайзия).
К середине 2010 года насчитывалось около 50 тысяч активных игроков.